# Keisai Eisen
Keisai Eisen (渓 斎 英 泉), nato Ikeda Eisen, noto anche con lo pseudonimo di Ippitsuan (Edo, 1790 – Tokyo, 20 agosto 1848), è stato un artista e scrittore giapponese di ukiyo-e specializzato in bijin-ga.

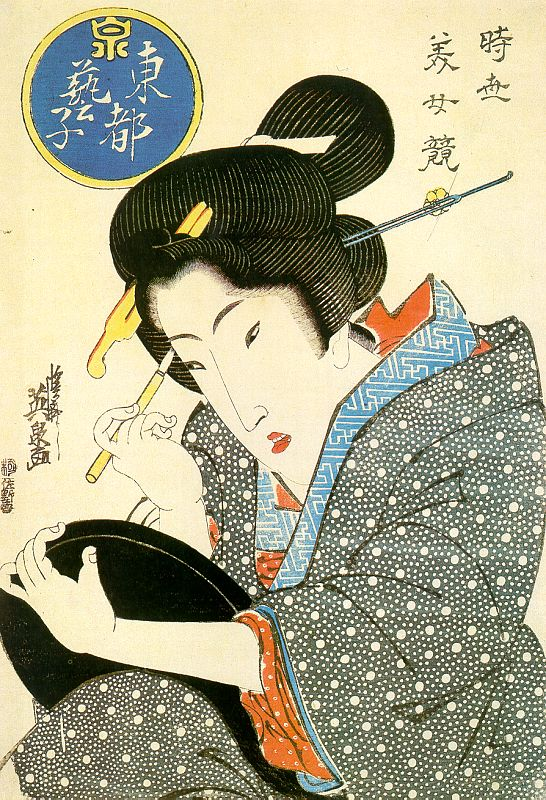
Un esempio di un'immagine bijin di Eisen (dalla serie 'Toto geiko'). Questo è il tipo di immagine che gli ha dato la notorietà.

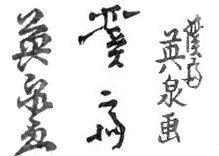
Firme di Keisai Eisen. Da sinistra a destra: "Eisen ga " (英 泉 画), "Keisai" (渓 斎) e "Keisai Eisen ga " (渓 斎 英 泉 画)

Le sue migliori opere, tra cui i suoi ōkubi-e, sono considerati capolavori della decadente era Bunsei. Le sue stampe sono fortemente colorate, imponenti e apertamente drammatiche, e mostrano notevoli similitudini con la produzione artistica di Hiroshige.

## Biografia
Eisen nacque a Edo nella famiglia Ikeda. Suo padre era un noto calligrafo. Fu apprendista di Kanō Hakkeisai, da cui prese il nome Keisai, e dopo la morte di suo padre studiò con Kikukawa Eizan. Le sue opere iniziali riflettevano l'influenza del suo mentore, ma presto sviluppò il suo stile.
Produsse una serie di surimono, stampe erotiche e paesaggi, tra cui le Sessantanove stazioni del Kiso Kaidō, iniziato da lui ma completato da Utagawa Hiroshige. Tuttavia le sue opere più famose sono le bijin-ga, che ritraggono i soggetti più mondani rispetto a quelli raffigurati da artisti precedenti, sostituendo la loro grazia ed eleganza con una sensualità meno studiata. Realizzò molti ritratti e studi a figura intera che descrivono le mode del tempo.
Oltre a produrre un numero prolifico di stampe, fu anche uno scrittore, pubblicando biografie dei quarantasette Ronin e diversi libri, tra cui una continuazione dell'Ukiyo-e Ruiko (Storia delle stampe del mondo galleggiante), un libro che documentava le vite degli artisti ukiyo-e. Il suo supplemento è noto come Note di un vecchio senza nome. Si descriveva come un dissoluto bevitore e affermava di essere stato il proprietario di un bordello a Nezu negli anni '30 del XIX secolo in seguito andato a fuoco.